# Longchamps (Buenos Aires)
Longchamps est une ville de la province de Buenos Aires, en Argentine. Elle est située dans l'arrondissement Almirante Brown et fait partie de l'agglomération du Grand Buenos Aires.

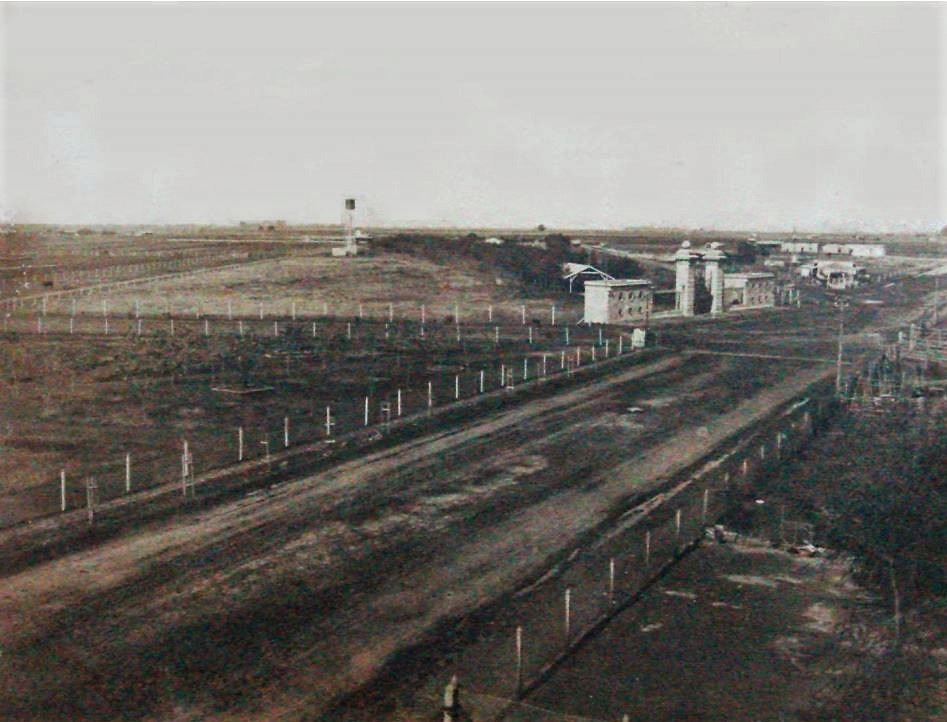
L'hippodrome vers 1910.

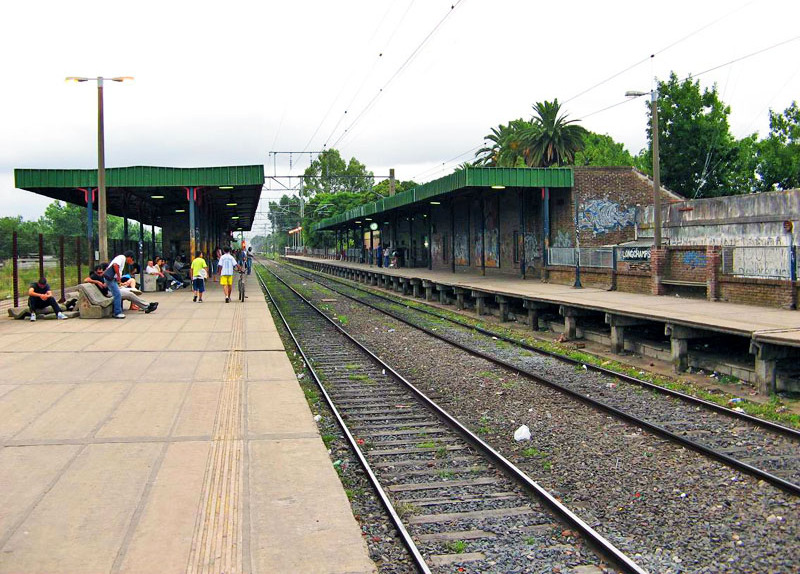
La gare.

La ville doit son nom à l'hippodrome de Longchamp (France). La Sociedad Hípica de Lomas de Zamora (Société hipique Lomas de Zamora) s'en est aussi inspiré pour nommer l'hippodrome de la ville.
La ville compte la seule usine Danone d'Argentine.